# Movieplay
A Movieplay é uma gravadora independente fundada originalmente em Espanha, em 1968, ainda com o nome de Sonoplay. Posteriormente foi adquirida pelo grupo belga Movierecord, tendo passado, depois, a chamar-se Movieplay. 

## No Brasil
Instalada no país na década de 1990, a gravadora ainda mantém suas atividades disponibilizando conteúdo digital, CDs e DVDs, e monetização de conteúdo no YouTube, representando a produção de artistas como Zimbo Trio, Jane Duboc, Armando Valsani , Jair Rodrigues , Nino Valsani e outros.
A gravadora é filiada à Associação Brasileira da Música Independente (ABMI), e tem sua sede na cidade de São Paulo.

## Em Portugal
Em 1977 instalou-se em Portugal, na capital Lisboa, uma filial com o nome Movieplay Portuguesa, sob a direção de José Serafim, e tornou-se independente do rótulo espanhol pouco tempo depois. Em 1979, a Movieplay Portuguesa comprou a Arnaldo Trindade as prestigiadas editoras discográficas Rádio Triunfo e a Orfeu, adquirindo assim um vasto catálogo de fado, de música tradicional portuguesa, de música infanto-juvenil e de rock.  Editou, entre muitas outras, as coletâneas das coleções O Melhor dos Melhores e Clássicos da Renascença.
Do grupo de entidades afiliadas à Movieplay Portuguesa fizeram parte as empresas:
- Sonovox – S.G.P.S., S.A. (sociedade gestora das empresas do Grupo)
- Sonovis – Indústria de Suportes Audio Video, S.A. (duplicação de CD)
- Copisom – Indústria de Duplicação de Som, S.A. (duplicação de CD)
- EuroClube da Música e do Livro, S.A. (logística e distribuição de discos e livros)
- Namouche – Edição e Produção de Som, Lda. (gravação de música)

Nos últimos anos de actividade, a Movieplay Portuguesa foi renomeada como LX Editora, Lda., e como Art'Orfeu Media – Produção e Edição de Conteúdos Unipessoal, Lda., tendo aberto uma loja de discos de venda directa ao público num espaço da LX Factory que não durou muito tempo.
A empresa encerrou as suas atividades.